# ガンブル (駆逐艦)
|          | |
| 艦歴     | |
| 発注     | |
| 起工     | 1917年11月12日 |
| 進水     | 1918年5月18日 |
| 就役     | 1918年11月29日 1930年5月24日 (DM-15) 1939年9月25日                                                                             |
| 退役     | 1922年6月17日 1937年12月22日 (DM-15) 1945年6月1日                                                                              |
| 除籍     | |
| その後   | 1945年2月18日に大破 1945年7月16日に沈没処分                                                                                    |
| 性能諸元 | |
| 排水量   | 1,090トン |
| 全長     | 314 ft 5 in (96.14 m) |
| 全幅     | 31 ft 9 in (9.68 m) |
| 吃水     | 8 ft 8 in (2.64 m) |
| 機関     | 2缶 蒸気タービン2基 2軸推進、13,500shp                                                                                         |
| 最大速   | 35ノット(65 km/h) |
| 乗員     | 士官、兵員113名 |
| 兵装     | 駆逐艦時代 4インチ砲4門、3インチ砲1門、21インチ魚雷発射管12門敷設駆逐艦時代 4インチ砲のち3インチ砲4門、20ミリ機銃4門、機雷80発 |

ガンブル (USS Gamble, DD-123/DM-15) は、アメリカ海軍の駆逐艦、敷設駆逐艦。ウィックス級駆逐艦の1隻。艦名は米英戦争で活躍したジョン・M・ガンブルとペーター・ガンブルの兄弟にちなむ。

## 艦歴

### 戦間期
ガンブルはバージニア州ニューポートニューズのニューポート・ニューズ造船所で1917年11月12日に起工し、1918年5月11日にジョセファス・ダニエルズ海軍長官の親類であるエヴェリン・H・ジャクソン夫人によって進水、艦長H・J・アベット中佐の指揮下1918年11月29日に就役する。
竣工後、ガンブルはバージニア岬沖で慣熟訓練を行ったあと、1919年1月23日にキューバ沖の演習に参加するためニューヨークを出港。1919年6月まではキューバのほかフロリダ州キーウェストとニューイングランド方面を行動した。ノーフォークでのオーバーホールのあと、8月7日に太平洋艦隊に合流するためノーフォークを出港してサンディエゴに向かい、12月1日にメア・アイランド海軍造船所に入渠するまで太平洋方面で行動した。1920年10月に戦闘艦隊の雷撃訓練に参加したあとは、カリフォルニア沿岸部で予備役のための練習艦となる。ガンブルは1922年6月17日にサンディエゴで予備艦となった。
1930年5月24日、ガンブルは現役に復帰したが、間もなく6月13日に敷設駆逐艦 DM-15 に再類別され、メア・アイランド海軍造船所で改装工事が行われた。工事終了後は西海岸から真珠湾に回航され、1930年7月に第2機雷部隊の旗艦となる。のちに第1機雷部隊第1機雷群の旗艦も兼ねた。ガンブルはハワイ水域で機雷敷設訓練のほか、予備役練習艦、水上機のための通信艦任務に就き、1937年12月22日にサンディエゴで予備艦となるまでは毎年のように艦隊との演習を重ねた。第二次世界大戦勃発直後の1939年9月25日に三度目の現役任務に戻り、サンフランシスコで第5機雷群に合流ののちは哨戒と練習艦任務に就く。1941年4月にはハワイ水域での臨戦警戒任務に就くため真珠湾に回航され、第2機雷群に属することとなった。

### 太平洋戦争
1941年12月7日、ガンブルは外洋の哨戒から真珠湾に戻ってきたが、間もなく真珠湾攻撃に遭遇する。ただちに戦闘態勢を整えて射手は機銃の射撃を開始し、1機の日本機が墜落していくのを確認する。日本機の空襲が収まると再び外洋に出て、空襲から免れた空母エンタープライズ (USS Enterprise, CV-6) を出迎え、真珠湾内に誘導した。1942年2月中旬までは僚艦ラムゼイ (USS Ramsay, DM-16) とともにパゴパゴ行の輸送船団を護衛し、パゴパゴ到着後はトゥトゥイラ島周辺海域に防御機雷を敷設する。4月7日から14日の間はラムゼイとともにフィジー諸島方面を行動し、ナンディ近海に機雷を敷設した。真珠湾に帰投ののち、ガンブルはミッドウェー島に重火器を輸送する船団の護衛にあたるが、これは歴史的ターニングポイントとなるミッドウェー海戦の直前のことであった。輸送任務のあとはブリース (USS Breese, DM-18) およびトレイシー (USS Tracy, DM-19) とともに、エスピリトゥサント島の湾口に防御機雷を敷設するため南下した。
8月27日、ガンブルはガダルカナル島に向かう任務群に加わった。2日後の8月29日朝、ガンブルの見張りは潜水艦の司令塔を発見し、3時間あまり爆雷攻撃を行う。やがて多量の油と板の破片が浮かび上がってきた。これが伊号第一二三潜水艦（伊123）の最後であった。同じ日の午後には空母サラトガ (USS Saratoga, CV-3) の搭乗員4名を救助し、全速力でヌラ島に運んだ。ガダルカナル島の戦いにも直接かかわり、8月31日には158名の海兵隊員を輸送。9月5日に兵員輸送艦ウィリアム・ワード・バロウズ (USS William Ward Burrows, AP-6) を護衛してルンガ沖を発ち、エスピリトゥサント島に到着。以降もガダルカナルでの勝利のために哨戒、護衛および輸送の各任務に励んだ。
1943年に入り、ソロモン方面の戦線はニュージョージア諸島に移る。そのうちのコロンバンガラ島に対して日本海軍は5回の「東京急行」を行っていたが、5回ともおおむね同じルートを往復していた。「東京急行」が往路も復路も、決まってコロンバンガラ島南方のブラケット水道を通過してビラ泊地に出入りしていることを察知したアメリカ海軍は、ブラケット水道に機雷を敷設して「東京急行」を屠ることを画策する。5月4日、ガンブルはブリースおよびプレブル (USS Preble, DM-20) 、護衛の駆逐艦ラドフォード (USS Radford, DD-446) とともにエスピリトゥサント島を出撃。2日後の5月6日にはスコールに見舞われるが、敷設隊形をととのえる。やがてブラケット水道に入ったガンブルとブリース、プレブルは15ノットの速力でブラケット水道を通過しつつ12秒間隔で機雷を敷設していき、最終的には17分間で250発以上もの機雷を敷設した。任務完了後、水道を抜け出した3隻はウォルデン・L・エインズワース少将の巡洋艦・駆逐艦任務部隊に合流し、ツラギ島に帰投して給油を行った。
ガンブルら3隻の戦果はすぐに挙がった。敷設して間もない5月7日から8日の夜、第六師団などの兵員と軍需品を乗せた第十五駆逐隊の3隻の駆逐艦、陽炎、黒潮および親潮がブラケット水道を通過してコロンバンガラ島に接近した。往路は何事もなかったが、輸送任務を終えて帰途に就いた刹那、親潮、陽炎、黒潮の順番で触雷する。黒潮は瞬時に沈没し、親潮と陽炎は行動不能になったところをコースト・ウォッチャーズに発見され、通報を受けたマーク・ミッチャー少将のソロモン諸島方面航空部隊が出動して爆撃を行い、2隻とも撃沈した。
6月30日からのニュージョージア島の戦いでは橋頭堡に防御機雷を敷設し、ツラギ島に帰投する。その後はオーバーホールを受けるために西海岸に向かう。オーバーホール後、ガンブルは9月20日に西に向かった。11月からのブーゲンビル島の戦いでは、11月1日から2日にかけてはエンプレス・オーガスタ湾からの上陸作戦の警戒にあたり、11月7日から8日にかけてブーゲンビル海峡を行動。その後11月23日から24日にツラギ島に停泊する。ニューヘブリディーズ諸島方面で護衛任務に就いたあとオーバーホールのためにサンフランシスコに向かい、1944年10月12日に到着した。オーバーホールと再訓練を終えたガンブルは1945年1月7日にサンディエゴを出港し、ハワイとマーシャル諸島を経由して2月17日に硫黄島沖に到着、火力支援と浮遊機雷の爆破任務に就く。ガンブルから発射された砲弾が擂鉢山の麓にあったと思しき日本軍の弾薬庫に直撃し、大爆発を起こす光景も目撃した。
翌2月18日、ガンブルは不意に日本機の爆撃を受け、2発の250ポンド爆弾が命中。艦内では火災が発生し、上甲板では重量物を投棄して被害軽減に務めたものの、隔壁が破壊された2つの火室が浸水したことにより艦は立ち往生のやむなきにいたった。ガンブルの乗組員のうち5名が戦死し1名が戦闘中の行方不明、8名が負傷した。2月19日に硫黄島に海兵隊が上陸した場面を見届け、ガンブルは掃海駆逐艦ドーシー (USS Dorsey, DMS-1) に曳航されてサイパン島に向かう。曳航の任務は途中で中型揚陸艦に代わり、2月24日にサイパン島に到着。駆逐艦母艦ハムル (USS Hamul, AD-20) によって修理が開始される。しかし、1945年6月1日付で修理を打ち切って退役し、グアムアプラ港外まで曳航されたのち、7月16日に撃沈処分された。
ガンブルは第二次世界大戦の功績で7個の従軍星章を受章した。